# Physconia grisea
Physconia grisea ist eine in Mitteleuropa häufige Blattflechtenart, die auf Baumrinde und gelegentlich auch auf Gestein wächst.

## Beschreibung
Das Lager von Physconia grisea ist rundlich, grau bis graubraun und vor allem an den Lappenenden weißlich bereift. Die Lappen sind bis zu 3 mm breit. Die zentraleren Regionen des Thallus sind bei älteren Exemplaren oft stark sorediös. Die hellen Rhizinen (Haftfasern) sind einfach oder gabelig.

## Verbreitung
Physconia grisea ist in Süd- und Mitteleuropa häufig (fehlt dort jedoch in den höheren, feuchteren Mittelgebirgen) und dringt bis ins südliche Schweden vor. Zu finden ist sie besonders in Kalkgebieten am Stamm freistehender Laubbäume, seltener auf Gestein.